# Sabine Meyer

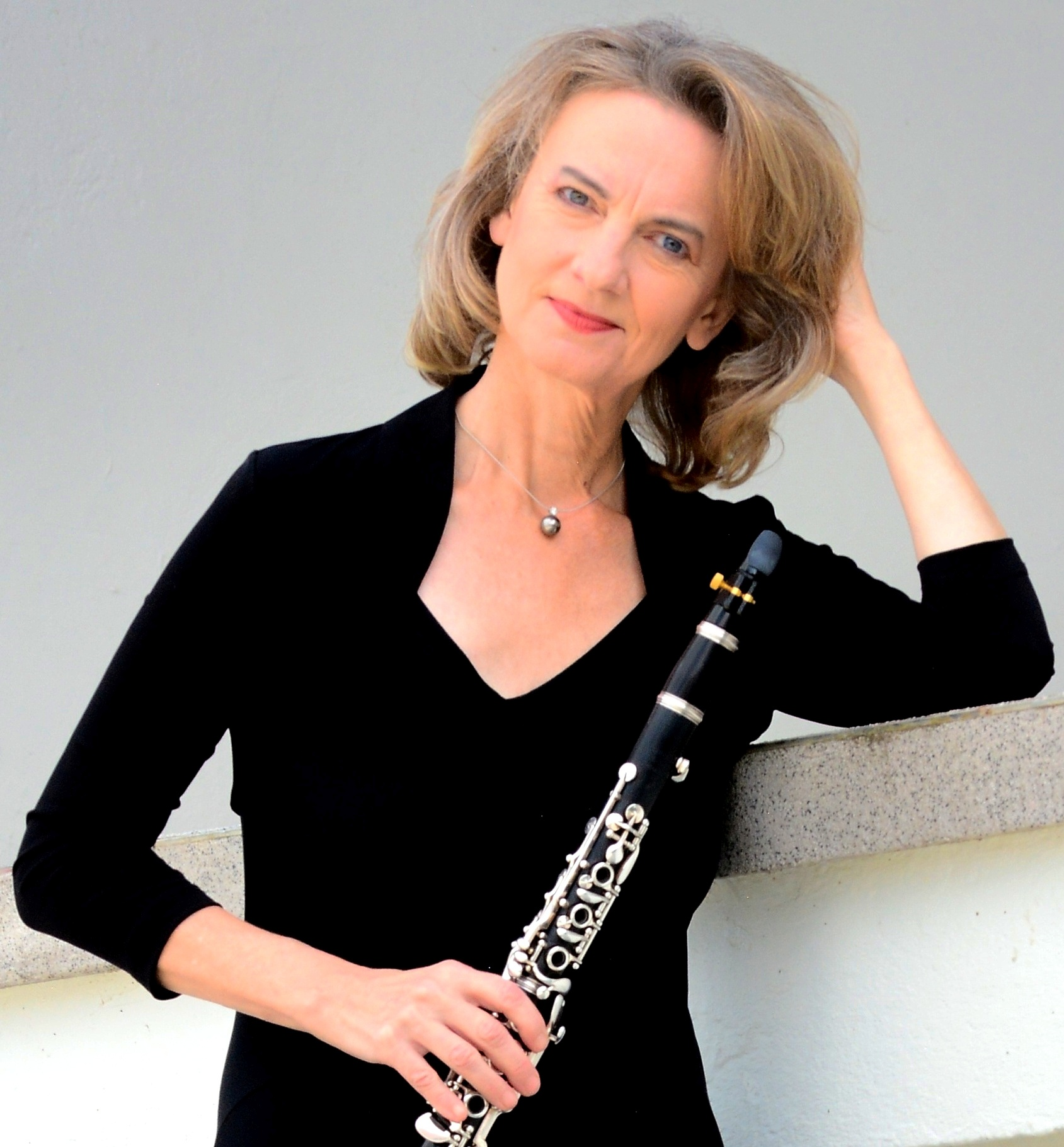
Sabine Meyer (2019)

Sabine Meyer (* 30. März 1959 in Crailsheim) ist eine deutsche Klarinettistin, die international als Solistin auftritt und weltweit zu den renommiertesten Instrumentalsolisten überhaupt gerechnet wird. Von 1993 bis Oktober 2022 war sie Professorin für Klarinette und Kammermusik an der Musikhochschule Lübeck.

## Herkunft, Ausbildung und Karriere
Sabine Meyer wurde als Tochter des Klarinettisten Karl Meyer und seiner Frau Ella in Crailsheim-Onolzheim geboren. Sie begann ihre Ausbildung zur Klarinettistin bereits als 14-Jährige an der Staatlichen Hochschule für Musik und Darstellende Kunst Stuttgart bei Otto Hermann. Nach kurzer Zeit wechselte sie an die Hochschule für Musik, Theater und Medien Hannover, wo sie von Hans Deinzer unterrichtet wurde.
Nach Beendigung ihres Studiums war sie zunächst Klarinettistin im Symphonieorchester des Bayerischen Rundfunks. Zum 1. September 1982 stellte der Intendant der Berliner Philharmoniker Sabine Meyer auf Veranlassung des Chefdirigenten Herbert von Karajan als 2. Soloklarinettistin (neben Karl Leister) für ein Jahr zur Probe ein – als zweite Frau nach der Geigerin Madeleine Carruzzo. Die Mitglieder des Orchesters stimmten jedoch im Nachhinein mit großer Mehrheit gegen ihre Anstellung. Daraufhin kam es zu ernsthaften Differenzen zwischen Karajan und dem Orchester, die Sabine Meyer veranlassten, die Position nach neun Monaten zu verlassen und ihre Karriere als Orchestermusikerin zugunsten einer Tätigkeit als Solistin aufzugeben, zumal sie als solche bereits zunehmend gefragt war.
Sabine Meyer hat im Laufe ihrer Karriere als Solistin mit mehr als 300 Orchestern in der ganzen Welt konzertiert, darunter auch viele internationale Spitzenorchester. Rundfunk- und Fernsehauftritte führten sie ebenfalls auf alle Kontinente. Sie war und ist auch im Bereich der Kammermusik tätig u. a. mit Künstlern wie Heinrich Schiff, Gidon Kremer, Oleg Maisenberg, Leif Ove Andsnes, Fazil Say, Martin Helmchen, Juliane Banse, dem Hagen Quartett, dem Tokyo String Quartet sowie dem Modigliani Quartett. 1994 arbeitete sie mit dem Jazz-Klarinettisten Eddie Daniels und dem Arrangeur/Komponisten Torrie Zito zusammen („Blues for Sabine“).
1983 gründete sie mit ihrem Ehemann Reiner Wehle  und ihrem im März 2019 verstorbenen Bruder Wolfgang Meyer das Trio di Clarone in der Besetzung Klarinette, Bassetthorn und Bassklarinette, wobei Klarinette und Bassetthorn von allen gespielt wurden, Bassklarinette nur von Reiner Wehle. So konnten z. B. auch Werke für drei Bassetthörner aufgeführt werden.
Das Repertoire von Sabine Meyer umfasst die Werke der Vorklassik, Klassik und Romantik ebenso wie zeitgenössische Musik. Ihr wurden Werke der Komponisten Jean Françaix, Edison Denisov, Harald Genzmer, Toshio Hosokawa, Niccolò Castiglioni, Manfred Trojahn, Aribert Reimann, Peter Eötvös und Oscar Bianchi gewidmet.
Mit ihrem Ehemann teilte sich Sabine Meyer von 1993 bis zum Sommersemester 2020 zunächst eine Klarinettenprofessur an der Musikhochschule Lübeck. Später wurden daraus 1½ Stellen, von denen Wehle eine Vollzeitstelle erhielt. Nach seiner Pensionierung zum 31. März 2020 wurde Jens Thoben, ehemaliger Schüler von Wehle, in Lübeck neuer Professor für Klarinette in Vollzeit, während Sabine Meyer bis Oktober 2022 weiterhin ihre halbe Professorenstelle bekleidete. Jens Thoben ist seitdem alleiniger Professor für Klarinette in Lübeck. Sabine Meyer setzt ihre Konzert- und ihre kammermusikalische Tätigkeit weiter fort. Im Laufe des Jahres 2025 will sie sich allerdings nach mehr als vierzigjähriger Tätigkeit als Solistin und Kammermusikerin von ihrem Publikum verabschieden.
Einige ihrer Schüler haben sich als Solisten ebenfalls einen Namen gemacht, so z. B. die israelische Klarinettistin Shirley Brill, die belgische Klarinettistin Annelien Van Wauwe, der deutsche Klarinettist Sebastian Manz, der japanische Klarinettist Taira Kaneko und der südkoreanische Klarinettist Han Kim.

## Auszeichnungen
- 1996 Niedersachsenpreis für Kultur
- 1997 Mitglied der Freien Akademie der Künste Hamburg
- 2001 Brahms-Preis der in Heide ansässigen Brahms-Gesellschaft Schleswig-Holstein[18]
- 2004 Kunstpreis des Landes Schleswig-Holstein
- 2007 Praetorius Musikpreis
- 2008 Französischer Orden Chevalier des Arts et des Lettres[19]
- 2010 Verdienstorden des Landes Baden-Württemberg
- 2013 Bundesverdienstkreuz 1. Klasse[20]
- ECHO Klassik-Preis, achtfache Preisträgerin[21]

## Instrumente

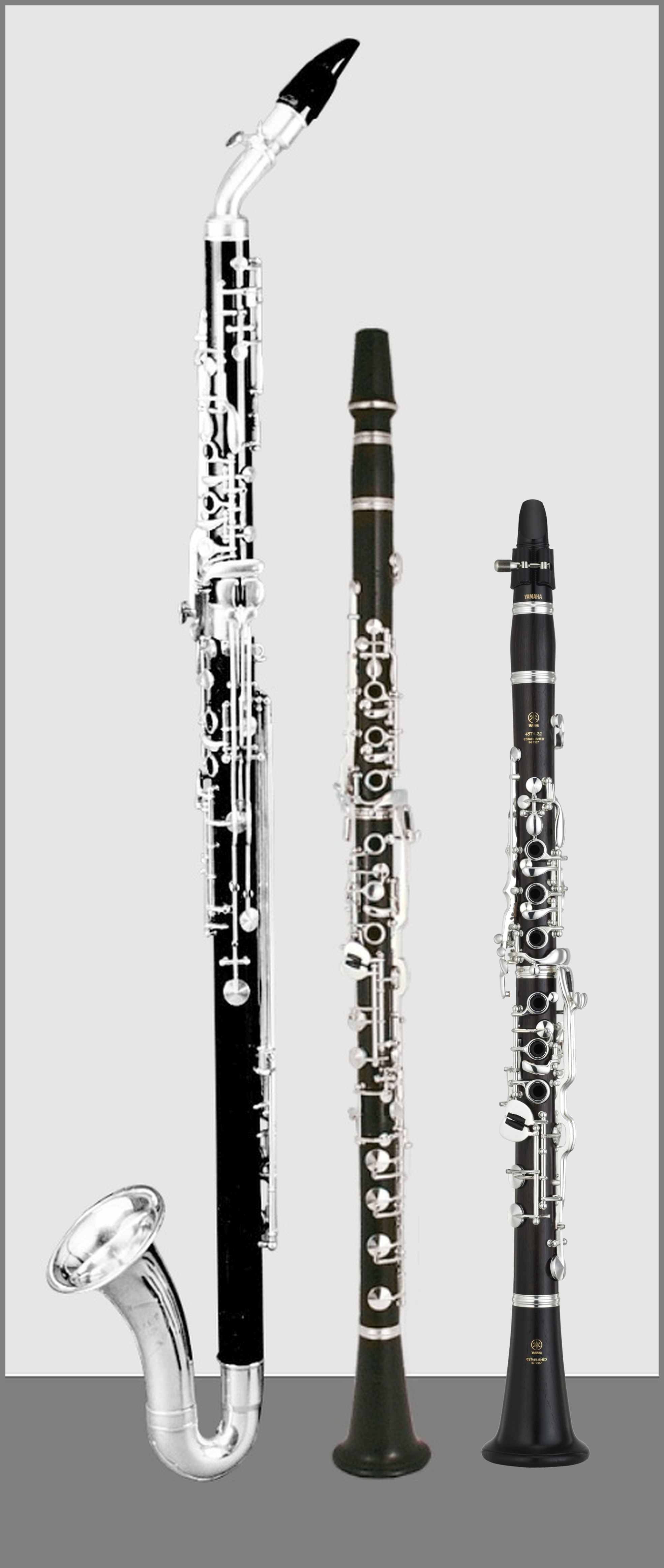
Bassetthorn, Bassettklarinette und normale Klarinette

Sabine Meyer spielt Klarinetten und Bassettklarinetten in B und A sowie ein Bassetthorn in F, alle hergestellt aus Grenadill von der Manufaktur Herbert Wurlitzer, und einen weiteren Satz Klarinetten in B und A, hergestellt aus einem fast 100 Jahre alten Buchsbaumbestand von der Manufaktur Seggelke Klarinetten, die sie vorwiegend im Kammermusikbereich einsetzt.
Im Hinblick auf Bassettklarinette und Bassetthorn erwarben sich die Künstlerin und ihr Ehemann Verdienste bei deren Erforschung und Wiederbelebung. Handelte es sich doch um zwei fast vergessene Mitglieder der Klarinettenfamilie, die Mozart besonders geschätzt hatte und dessen Kompositionen sie auf eben diesen Instrumenten in moderner Bauart zu neuem Leben erweckten, Sabine Meyer vor allem dadurch, dass sie seit 1984, als sie sich ihre erste Bassettklarinette bauen ließ, das Klarinettenkonzert von Mozart in einer von ihr und Wehle rekonstruierten Fassung mit wieder tiefer gesetzten Passagen überwiegend auf dieser Klarinette aufführt, für die Mozart das Konzert ursprünglich geschrieben hatte.

## Persönliches
Die Künstlerin lebt mit ihrem Ehemann in der Altstadt von Lübeck, sie haben zwei erwachsene Kinder.

## Diskographie
Sabine Meyer hat u. a. die folgenden CDs aufgenommen:
- 1988 Krommer: Concerti opp. 35 & 91; Rossini: Variazioni; Introduzione, Tema e Variazione, EMI Music
- 1989 Weber: Klarinettenkonzerte, Staatskapelle Dresden, Herbert Blomstedt, Eterna/EMI
- 1990 Künstler unserer Generation, EMI Music
- 1991 Johannes Brahms, Isang Yun: Clarinet Quintets, EMI Music
- 1993 Klarinettenkonzerte, EMI Music
- 1991 Krommer: Octets for Wind Instruments, EMI Music
- 1993 Johann & Carl Stamitz: Klarinettenkonzerte, Vol. 1, EMI Music
- 1994 Mozart: Clarinet Quintet; Oboe Quartet; Horn Quintet, Denon Records
- 1994 Clarinet Connection: The Great Concertos, EMI Music
- 1994 Danzi, RCA
- 1995 Carl Stamitz: Klarinettenkonzerte, Vol. 2, EMI Music
- 1995 Dvorák & Myslivecek: Serenades for Wind Instruments, EMI Music
- 1996 A Night at the Opera, EMI Music
- 1997 Goldschmidt: The Concertos, London Records
- 1997 Sabine Meyer Plays Mozart – Serenades K. 375 & K.388, EMI Music
- 1998 Homage To Benny Goodman, EMI Music
- 1998 Mozart: Klarinettenkonzert KV 622 & Sinf. concert. KV, EMI Music
- 1999 Brahms: Clarinet Quintet, Op. 115; String Quintet No. 2, Op. 111, EMI Music
- 1999 Blues for Sabine, EMI Music
- 1999 Mozart: Klarinettkonzert; Claude Debussy: Première Rhapsodie; Toru Takemitsu: Fantasma/Cantos, EMI Music
- 2000 Weber: Clarinet Concertos 1 & 2; Concertino, Op. 26, EMI Classics
- 2001 Mozart: Flute Concerto No. 1; Clarinet Concerto; Concerto for Flute & Harp, Warner Classics
- 2001 Sabine Meyer Plays Mozart – Clarinet & Horn Quintet, EMI Music
- 2001 Sabine Meyer Plays Mozart: Serenade, K361 „Gran Partita“, EMI Music
- 2001 Sabine Meyer Plays Krommer, EMI Music
- 2001 Sabine Meyer Plays Romantic Music, EMI Music
- 2002 Weber: Klarinettenquintett; Mendelssohn: Konzertstücke; Heinrich Baermann: Klarinettenquintett Nr. 3, EMI Music
- 2003 Weber: Clarinet Concertos Nos. 1 & 2; Concertino; Clarinet Quintet, EMI Music
- 2003 Brahms, Berg: Works for Clarinet and Piano, EMI Music
- 2005 Una Voce…per Clarone, Avi
- 2003 Paris Mécanique, Marsyas
- 2006 Schumann, Bruch, Avi
- 2006 Richard Strauss: Bläserensemble Sabine Meyer
- 2007 Sabine Meyer Plays Devienne, Poulenc, Saint-Saëns, Milhaud, EMI Music
- 2007 Krommer: Double Clarinet Concerto; Spohr: Clarinet Concertos Nos. 2 & 4, EMI Music
- 2007 Carl Nielsen: Clarinet & Flute Concertos; Wind Quintet, Warner Classics
- 2008 Jazz Clazz, Timba Records
- 2009 Mozart und Bach: Adagios & Fugen, Avi
- 2010 Sabine Meyer – A Portrait, Warner Classics
- 2011 Mozart: Kammermusik mit Klarinette, EMI Music
- 2013 Mozart, Brahms: Clarinet Quintets, Sony Classical
- 2013 Mozart Arias, Sony Classical
- 2015 Mozart (Klarinettenkonzert / Sinfonia concertante), Warner Classics
- 2016 Fantasia, Sony Classical